# Moschiola
Moschiola — рід одних з найдрібніших парнокопитих ссавців.

## Поширення
M. meminna — сухі райони Шрі-Ланки.

M. indica — на материку Південної Азії, на північ до Непалу.

M. kathygre — вологі райони Шрі-Ланки.

## Зовнішній вигляд
Досягають довжини голови й тіла від 46 до 60 сантиметрів, висота в плечах від 25 до 30 сантиметрів, а вага 2,2 до 2,7 кг. Хутро сіре зверху з білими смугами, розташованими, як плями. На горлі 5—7 білих смуг, черево біле. Мають кремезне тіло й витончені ноги, не мають рогів. Верхні ікла збільшені в самців порівняно з самицями. Рід тісно пов'язаний з Tragulus. Вони відрізняються в основному наявністю плям і відсутністю залози на нижній щелепі.

## Спосіб життя
Їх місце існування — забезпечені густим підліском ліси. Про їх життя мало що відомо. Ведуть виключно нічний спосіб життя і дуже полохливі. Імовірно вони територіальні й жити поодинці або в моногамних парах. Їх раціон складається з листя, бутонів і плодів.